# Copella carsevennensis
Copella carsevennensis — вид риб із родини Lebiasinidae, виявлено у верхньому басейні Амазонки, у прибережних притоках і річках Амапа та Гвіани. Виростають не більше кількох сантиметрів завдовжки і зазвичай збираються біля поверхні чистих потічків і струмків. Живляться личинками поденкових і мурахами. Відкладають свої яйця на затоплене листя, яке охороняє самець.